# Galerie Vivienne
Galerie Vivienne är en täckt passage i Quartier Vivienne i Paris 2:a arrondissement. Den invigdes 1823 och är uppkallad efter den närbelägna Rue Vivienne, som i sin tur är namngiven efter ämbetsmannen Louis Vivien (död 1605). Galerie Vivienne ritades av arkitekten François-Jacques Delannoy i nyklassicistisk pompejansk stil.
Galerie Vivienne börjar vid Rue des Petits-Champs 4 och Rue de la Banque 5 och slutar vid Rue Vivienne 6.

## Omgivningar
- Notre-Dame-des-Victoires
- Saint-Eustache
- Rue Notre-Dame-des-Victoires
- Palais-Royal
- Jardin du Palais-Royal

## Bilder
| - Galerie Vivienne. |

Passagens tre entréer
| - Rue de la Banque. - Rue des Petits-Champs. - Rue Vivienne. |

## Kommunikationer
- Tunnelbana – linje  – Bourse
- Busshållplats Mairie du 2ème – Paris bussnät, linje 29

### Webbkällor
- ”Galerie Vivienne”. Mairie de Paris. https://web.archive.org/web/20160303191333/http://www.v2asp.paris.fr/commun/v2asp/v2/nomenclature_voies/Voieactu/9858.nom.htm. Läst 14 december 2021.
- ”Galerie Vivienne”. Les rues de Paris. https://web.archive.org/web/20200223195603/http://www.parisrues.com/rues02/paris-02-galerie-vivienne.html. Läst 14 december 2021.